# Horst Dornbusch
Horst Dornbusch (* 1947 in Düsseldorf) ist ein international tätiger Brauerei-Berater, Bierbrauer und Fachautor.
Im Alter von 22 Jahren ging Horst Dornbusch 1969 mit einem Fulbright-Stipendium in die USA. Nach einem Studium der Soziologie und Politologie am Reed College in Oregon und an der Brandeis University in Massachusetts lebte er in Montreal/Kanada, wo er zunächst als Nachrichtenredakteur bei der Canadian Broadcasting-Corporation arbeitete. Danach war Dornbusch fast ein Jahrzehnt als Redakteur von Reisebüchern beim Reader’s Digest of Canada tätig.  1984 zog er wieder nach Massachusetts und leitete zehn Jahre die technische Redaktion von Siemens Medical Solutions. 
Schon in den frühen 1970er-Jahren braute Dornbusch sich privat sein erstes Bier, obwohl dies damals in den USA noch illegal war. Erst im Herbst 1978 legalisierte Präsident Jimmy Carter das Hobbybrauen. Dornbusch arbeitete sich neben seinem Beruf in die Materie ein, braute zu Hause unzählige Biersorten und arbeitete schließlich am Wochenende in einer Craft-Brauerei. Daraufhin machte er sich selbständig und gründete eine eigene Brauerei, mit der er sogar eine Bronzemedaille für ein Altbier beim Great American Beer Festival gewann.
Die gewonnenen theoretischen und praktischen Erfahrungen führten schließlich zu zahlreichen eigenen Buchveröffentlichungen und einer umfangreichen, weltweiten Reisetätigkeit als Brauerei-Berater und Bier-Experte. Sein zusammen mit Thomas Kraus-Weyermann veröffentlichtes Buch „Dark Lagers“ erhielt 2019 die Silbermedaille in der Kategorie Bier bei den 24th International Gourmand Awards 2019 in Macao.
Horst Dornbusch wohnt in West Newbury/Massachusetts und besitzt sowohl die deutsche als auch die amerikanische Staatsangehörigkeit.

## Veröffentlichungen
- Prost! The Story of German Beer. Brewers Publications Boulder/Colorado 1997. ISBN 978-0-937381-55-7
- Altbier. History, Brewing Technics, Recipes. Brewers Publications Boulder/Colorado 1998. ISBN 978-0-937381-62-5
- Bavarian Helles. History, Brewing Technics, Recipes. Brewers Publications Boulder/Colorado 2000. ISBN 978-0-937381-73-1
- The Ultimate Almanac of World Beer Recipes. A Practical Guide for the Professional Brewer to the World's Classic Beer Styles from A to Z. Cerevisia Communications 2010. ISBN 978-0984444908
- Beer Styles from Around the World: Stories, Ingredients & Recipes. Cerevisia Communications 2015. ISBN 978-0984444922
- Die Biersorten der BRAUWELT. Ihre Geschichten & Rezepturen. Fachverlag Hans Carl Verlag, Nürnberg 1916. ISBN 978-3-418-00126-5
- Das große BRAUWELT Lexikon der Biersorten. Fachverlag Hans Carl Verlag, Nürnberg 2017. ISBN 978-3-418-00131-9
- Dark Lagers. History, Mystery, Brewing Technics, Recipes. Von Thomas Kraus-Weyermann und Horst Dornbusch. AACC International 2018. ISBN 978-0978772680